# Ostry Groń
Ostry Groń (643 m) – szczyt w zachodniej części Pasma Pewelskiego, które w regionalizacji fizycznogeograficznej Polski według Jerzego Kondrackiego zaliczane jest do Beskidu Makowskiego, w nowszej regionalizacji z 2018 roku do Pasm Pewelsko-Krzeszowskich. Wraz z wzgórzami Łyska, Barutka i Jasna Górka, tworzy drugi, niższy ciąg wzniesień Pasma Pewelskiego. Swoimi północno-zachodnimi stokami opada on do Kotliny Żywieckiej, zaś od głównego ciągu wzniesień Pasma Pewelskiego oddzielony jest doliną potoku Pewlica. Ostry Groń znajduje się w środku, pomiędzy Jasną Górka i Barutką.
W północno-zachodnim kierunku spływa ze stoków Ostrego Gronia potok Kaniowiec uchodzący do Łękawki. Wzgórze jest w większości porośnięte lasem, ale dawniej było znacznie bardziej bezleśne. Stoki południowe niemal w całości pokrywały pola uprawne, obecnie zarastające lasem. Na szczycie graniczą z sobą 3 miejscowości: Gilowice, Rychwałd i Pewel Ślemieńska w województwie śląskim (wszystkie w województwie śląskim, powiecie żywieckim).

## Turystyka
Grzbietem przez Ostry Groń prowadzi niebieski szlak turystyczny. Dzięki częściowo otwartym terenom rozciągają się z niego szerokie panoramy widokowe.
 Przełęcz Ślemieńska – Groń – Ostry Groń – Barutka – Przełęcz Rychwałdzka